# Estación de Biodiversidad Tiputini

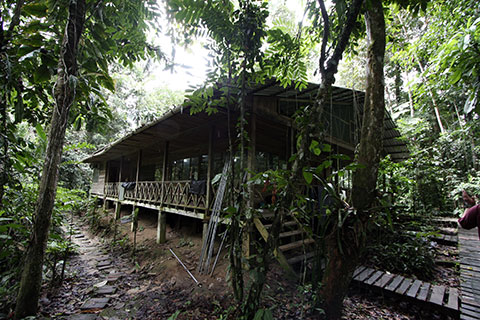
Estación de Biodiversidad Tiputini

Estación de Biodiversidad Tiputini es un centro de investigación científica de campo en el Amazonas ecuatoriano. Está ubicado en la provincia de Orellana, a unos 280 kilómetros de la ESE Quito, la capital de Ecuador. Se encuentra en el banco norte del Río Tiputini, y, aunque separada de la Parque nacional Yasuní por el río, la estación es parte de la Yasuní Reserva de la Biosfera. La estación está gestionada conjuntamente por la Universidad San Francisco de Quito y Universidad de Boston como un centro de educación, investigación y conservación. 
Estación de Biodiversidad Tiputini conserva un tramo de 6,5 km ², que incluye la mayoría de primaria no bosque inundado, pero no hay una estrecha franja de vegetación inundada hacia el río, arroyos y pequeñas cochas en torno a un lago. A lo largo del Río Tiputini, varias playas son descubiertas durante la estación seca, pero todos son cortos, nunca superior a 100 m. 
Debido a su ubicación remota y los acuerdos con los grupos indígenas locales, no la caza de grandes mamíferos se ha producido en la zona y es posible habituar a los primates y de estudio que son difíciles de observar en otros lugares. La estación está orientada hacia la investigación y la educación, y, aunque no estrictamente fuera de los límites a los turistas no hay viajes regulares a la zona. 
El descubrimiento de nuevos yacimientos de petróleo en la región ha puesto en riesgo la estación de cerca el desarrollo de la extracción de petróleo y la infraestructura de transporte, aunque los impactos pueden ser mitigados en cierta medida voluntaria concesiones por la sociedad de gestión. Queda por ver si prometió sensibilidad medioambiental se lleva a cabo en el campo, sin embargo.

## Media
Estación de Biodiversidad Tiputini se ha presentado en la BBCserieAndes a la Amazonía, en National Geographic y Radio Nacional Pública.
- Datos: Q5488072
- Multimedia: Tiputini Biodiversity Station / Q5488072